# Opel 50PS (1906)
La 50PS era una piccola famiglia di autovetture di gran lusso prodotta dalla Casa automobilistica tedesca Opel dal 1906 al 1909.

## Profilo e storia
Nel 1906, la Casa di Rüsselsheim aveva già completato la sua gamma delle vetture di fascia media, alta e di lusso, proponendo modelli anche assai esclusivi, come la 35/40 PS con propulsore da 6.9 litri.

Tuttavia, la Opel volle andare oltre e lanciare una vettura che potesse fare concorrenza ai più esclusivi modelli allora disponibili sul mercato internazionale.

Fu così che proprio nel 1906 fu lanciato il primo di una famiglia di modelli destinata a rappresentare la quintessenza della qualità costruttiva della Casa tedesca durante la seconda metà degli anni '900.

### La 45/50 PS
Questo primo modello fu la 45/50 PS, una vettura che utilizzava lo stesso telaio a pianale d'acciaio da 3.17 m di interasse della meno costosa, ma sempre assai esclusiva 35/40 PS.

La 45/50 PS montava un motore a 4 cilindri disposti in maniera appaiata a due a due, secondo un tipo di architettura motoristica utilizzato dalla Opel durante i primi anni di attività. Tale motore, della cilindrata di 8016 cm³, era a testata in ghisa e basamento in lega di alluminio. La distribuzione era a valvole laterali su entrambi i lati del propulsore, valvole comandate da due assi a camme, uno per lato.
La potenza massima era di 50 CV a 1500 giri/min.

La trasmissione era ad albero a cardano, utilizzava una frizione a cono metallico e un cambio a quattro marce.

Le sospensioni erano del classico tipo ad assale rigido e balestre semiellittiche, mentre l'impianto frenante si avvaleva di freno a pedale agente sul cambio e raffreddato ad acqua.

Disponibile come single e double-phaeton o come limousine, la 45/50 PS fu tolta di produzione alla fine del 1906.

### La 32/50 PS
La 45/50 PS fu sostituita dalla 32/50 PS, lanciata all'inizio del 1907, che utilizzava un nuovo telaio a longheroni e traverse in acciaio. Tale telaio fu proposto in due varianti di passo, ossia 3.2 e 3.7 m. A parte il telaio e le sue duplici caratteristiche di interasse, l'unica altra differenza stava nelle varianti di carrozzerie con cui la 32/50 PS era disponibile, più numerose rispetto a quelle proposte per il modello precedente, e che comprendevano la phaeton a due o tre file di posti, la limousine, la landaulet e la coupé. Per il resto, la 32/50 PS ricalcava le caratteristiche del modello precedente. La 32/50 PS fu prodotta fino alla metà del 1908.

### La 29/50 PS
Il posto della 32/50 PS fu preso dalla 29/50 PS, un modello che portò altre novità, consistenti essenzialmente nel motore, sempre a cilindri appaiati, ma la cui potenza massima, sempre di 50 CV a 1500 giri/min, era erogata da un'unità da 7482 cm³, quindi inferiore come cilindrata. In tal modo era possibile contenere i consumi di carburante, mantenendo le stesse prestazioni. Inoltre, la cilindrata inferiore permetteva alla Casa di commercializzare i modelli della serie 60PS, di livello superiore, con meno rischi di cannibalismo commerciale interno al marchio. La vettura fu proposta in due nuove misure di passo, cioè 3.24 e 3.45 m, e in tre varianti di carrozzeria: double-phaeton, landalulet e limousine.

Ma già alla fine del 1908, la 29/50 PS fu tolta di produzione.

### La 30/50 PS
All'inizio del 1909, fu sostituita dalla 30/50 PS, una vettura che utilizzava il vecchio telaio da 3.2 e 3.7 m di passo della 32/50 PS, ma abbinandovi un nuovo motore a 4 cilindri appaiati della cilindrata di 7698 cm³, con valori di potenza massima coincidenti con quelli dei precedenti modelli.

Le varianti di carrozzeria erano invece le stesse previste per la 29/50 PS.

Alla fine del 1909 anche la 30/50 PS fu tolta di produzione.